# The Larry Sanders Show
The Larry Sanders Show è una serie televisiva statunitense in 89 episodi trasmessi per la prima volta nel corso di 6 stagioni dal 1992 al 1998.
È una sitcom satirica incentrata sulle vicende di Larry Sanders (interpretato dal comico Garry Shandling), nevrotico conduttore di un talk show, sulla gestione del suo show televisivo, e sulle molte persone dietro le quinte. È degna di nota per l'inclusione nel cast di varie celebrità che interpretano versioni auto-parodistiche di loro stesse o personaggi con un tratto fortemente comico. Altre serie che successivamente andarono in onda su HBO, come Curb Your Enthusiasm, Extras e Entourage, condividono questi tratti.
La serie è stata classificata alla 38ª posizione da TV Guide nella lista dei migliori 50 spettacoli televisivi di tutti i tempi. La serie ha altresì vinto diversi importanti premi tra cui tre Primetime Emmy Award, cinque CableACE Award, quattro American Comedy Award, due British Comedy Award, un BAFTA e un Satellite Award. Ha inoltre ricevuto 86 nomination, tra cui 56 per gli Emmy Award, 5 per i Directors' Guild of America, sei per i Writers' Guild of America, sei per gli American Comedy Award, tre per i Golden Globe, tre per i Satellite Award e una per il GLAAD Media Award.

## Trama
Larry Sanders è il presentatore del talk show The Larry Sanders Show e la serie racconta la sua vita quotidiana, i suoi rapporti con il produttore dello show, Arthur "Artie", con Hank Kingsley, braccio destro di Larry e con altri personaggi del personale di produzione, nel tentativo di produrre una trasmissione di successo che si occupi di celebrità e di tutto il mondo che gira loro intorno. Gli episodi si concentrano sulle vite professionali e personali dei personaggi, con la maggior parte di essi incentrati sulla vita di Larry Sanders. Altri personaggi secondari includono Jerry, capo sceneggiatore dello show per le stagioni prima e seconda, Phil, altro sceneggiatore (dalla seconda stagione>), Beverly, l'assistente di Larry, Darlene, l'assistente di Hank fino alla quarta stagione, Brian, assistente di Hank dalla quarta stagione, Paula e Mary Lou.
The Larry Sanders Show vede spezzoni di filmati dell'immaginario talk show (registrato effettivamente di fronte ad un pubblico dal vivo in studio) con filmati "dietro le quinte" (si vede, ad esempio, Larry parlare con i suoi ospiti durante la pausa pubblicitaria o altri fatti relativi al funzionamento quotidiano dello show).

## Personaggi e interpreti
- Larry Sanders (89 episodi, 1992-1998), interpretato da Garry Shandling.
- Hank Kingsley (89 episodi, 1992-1998), interpretato da Jeffrey Tambor.
- Phil (89 episodi, 1992-1998), interpretato da Wallace Langham.
- Arthur (89 episodi, 1992-1998), interpretato da Rip Torn.
- Beverly Barnes (82 episodi, 1992-1998), interpretata da Penny Johnson Jerald.
- Paula (52 episodi, 1992-1997), interpretata da Janeane Garofalo.
- Darlene Chapinni (45 episodi, 1992-1998), interpretato da Linda Doucett.
- Bandleader (44 episodi, 1993-1998), interpretato da Bobby Figueroa.
- Brian (35 episodi, 1995-1998), interpretato da Scott Thompson.
- Sid (28 episodi, 1992-1998), interpretato da Sid Newman.
- Jerry Capen (26 episodi, 1992-1998), interpretato da Jeremy Piven.
- Francine Sanders (18 episodi, 1993), interpretata da Kathryn Harrold.
- Mary Lou Collins (18 episodi, 1996-1998), interpretato da Mary Lynn Rajskub.
- Jeannie Sanders (14 episodi, 1992-1995), interpretata da Megan Gallagher.
- Stevie Grant (11 episodi, 1993-1998), interpretato da Bob Odenkirk.
- Melanie Parrish (10 episodi, 1992-1998), interpretata da Deborah May.
- Mike Patterson (8 episodi, 1992-1994), interpretato da John Riggi.
- Dennis (6 episodi, 1993-1996), interpretato da Doug Ballard.
- Se stesso (6 episodi, 1996-1998), interpretato da Jon Stewart.
- Norman Litkey (6 episodi, 1992-1998), interpretato da David Paymer.
- Makeup Artist (5 episodi, 1992), interpretato da Sam Whipple.
- Se stesso (5 episodi, 1993-1998), interpretato da Bruno Kirby.
- Fred (4 episodi, 1994-1998), interpretato da Paul Willson.
- Sheldon Davidoff (4 episodi, 1992-1993), interpretato da James Karen.
- Kenny Mitchell (4 episodi, 1993-1998), interpretato da Joshua Malina.
- Roseanne (3 episodi, 1993-1995), interpretata da Roseanne.
- Dana Carvey (3 episodi, 1992-1997), interpretato da Dana Carvey.
- Jeff Cesario (3 episodi, 1992-1995), interpretato da Jeff Cesario.
- Dana Delany (3 episodi, 1992-1997), interpretato da Dana Delany.
- Kevin Nealon (3 episodi, 1993-1996), interpretato da Kevin Nealon.
- Roger Bingham (3 episodi, 1997-1998), interpretato da Bruce Greenwood.
- Joan Embery (3 episodi, 1993-1995), interpretato da Joan Embery.
- Wendy Traston (3 episodi, 1996-1998), interpretato da Sarah Silverman.
- Sid Bessell (3 episodi, 1994-1995), interpretato da Phil Leeds.
- Se stesso (3 episodi, 1993-1995), interpretato da George Segal.
- Steve (3 episodi, 1995-1996), interpretato da Peter Dante.
- David Duchovny (3 episodi, 1995-1998), interpretato da David Duchovny.
- Steven Wright (3 episodi, 1993-1998), interpretato da Steven Wright.
- Writer (3 episodi, 1992), interpretato da Mindy Sterling.

## Produzione
La serie, ideata da Dennis Klein e Garry Shandling, fu prodotta da Brillstein-Grey Entertainment, Columbia Pictures Television, Home Box Office e Partners with Boundaries e girata nel CBS Studio Center a Studio City in California. Le musiche furono composte da Frank Fitzpatrick.

### Registi
Tra i registi sono accreditati:
- Todd Holland in 51 episodi (1992-1998)
- Ken Kwapis in 12 episodi (1992-1993)
- Alan Myerson in 8 episodi (1994-1998)
- Michael Lehmann in 5 episodi (1994-1997)
- Garry Shandling in 3 episodi (1998)
- Roy London in 2 episodi (1992-1993)
- Brent Carpenter

### Sceneggiatori
Tra gli sceneggiatori sono accreditati:
- Dennis Klein in 89 episodi (1992-1998)
- Garry Shandling in 89 episodi (1992-1998)
- Peter Tolan in 25 episodi (1992-1998)
- Paul Simms in 18 episodi (1992-1994)
- Maya Forbes in 17 episodi (1992-1997)
- John Riggi in 10 episodi (1993-1997)
- Judd Apatow in 7 episodi (1993-1998)
- Drake Sather in 5 episodi (1993-1994)
- Jon Vitti in 5 episodi (1995-1997)
- Chris Thompson in 4 episodi (1992-1993)
- Molly Newman in 3 episodi (1993-1994)
- Adam Resnick in 3 episodi (1998)

## Distribuzione
La serie fu trasmessa negli Stati Uniti dal 15 agosto 1992 al 31 maggio 1998 sulla rete televisiva HBO.
Alcune delle uscite internazionali sono state:
- nel Regno Unito il 22 ottobre 1993
- in Spagna (El show de Larry Sanders)
- in Venezuela (El show de Larry Sanders)
- in Francia (The Larry Sanders Show)

## Episodi
| Stagione         | Episodi | Prima TV USA | Prima TV Italia |
| ---------------- | ------- | ------------ | --------------- |
| Prima stagione   | 13      | 1992         |                 |
| Seconda stagione | 18      | 1993         |                 |
| Terza stagione   | 17      | 1994         |                 |
| Quarta stagione  | 17      | 1995         |                 |
| Quinta stagione  | 13      | 1996-1997    |                 |
| Sesta stagione   | 11      | 1998         |                 |